# 인텔 8088
인텔 8088 또는 iAPX 88은 1979년 6월 1일, 인텔사에서 나온 마이크로프로세서로 인텔 8086에 기초한 개량품이다. 8086의 레지스터 및 외부 데이터 버스가 16 비트인 점과 달리, 8088은 8 비트의 외부 데이터 버스를 가지고 있다. 하지만, 내부의 레지스터가 16 비트이고 주소 영역이 1 메가 바이트인 점은 8086과 마찬가지이다. 인텔의 문서에 의하면 8086과 동일한 실행 유닛(execution unit, EU)을 가지고 있고 버스 인터페이스 유닛(BIU)에서 차이가 있을 뿐이다. 오리지널 IBM PC/XT(eXtra Technology)에 사용되었다.
8088은 당시의 회로기판이 여전히 열악하고 고가여서, 8 비트의 보조 칩 및 주변장치 칩을 사용할 수 있도록 하여 저렴한 시스템을 제작할 수 있도록 한 것이다. 프리페치 큐(Prefetch que)는 8086이 6바이트인 데 반해 4바이트이었는데 감소된 데이터 버스에 대응하기 위하여 프리페치 알고리즘이 조금 수정되었다.
8088의 후속품인 80188, 80288은 1990년대 중반까지, 80388 마이크로컨트롤러는 2000년대 중반까지 널리 사용되었다.
8088을 가장 잘 사용하는 마이크로컴퓨터는 IBM PC였다. 원조 PC 프로세서는 클럭 주파수 4.77MHz로 동작하였다. 유명한 복제품으로 리딩 엣지 모델 D (1987)가 있는데, 4.77MHz로 동작하는 8088을 사용하였다.

## 같이 보기
- IBM PC/AT(Advanced Technology)